# Partido de Nueve de Julio
Nueve de Julio es uno de los 135 partidos de la provincia argentina de Buenos Aires, ubicado en el noroeste de la misma.

## Historia
La región de la cordillera argentina, desde el sur de las provincias de San Luis, Mendoza, Córdoba y Santa Fe, estaba pacíficamente ocupada por pueblos originarios. Calfucurá, eligió un pequeño paraje llamado Cla Lauquen como reunión para la defensa del territorio, armando malones que embestían el Oeste del Fortín Bragado y del de 25 de mayo.
Por orden del presidente Bartolomé Mitre, se encomendó al Ejército extender la línea de fronteras. Tras salir de Bragado, el general Julio de Vedia (1826-1892) fundó el campamento militar de Nueve de Julio alrededor de la laguna Malcorra (una de las tres que se hallaban en la zona) el 27 de octubre de 1863.
El 12 de febrero de 1864; el gobernador de Buenos Aires, Mariano Saavedra decretó la fundación del pueblo, dándole la denominación de 9 de Julio, como era voluntad de su fundador. Asimismo, en el decreto, comisionaba al agrimensor Miguel Vaschetti para realizar la mensura, traza y amojonamiento del pueblo y su ejido, de acuerdo con instrucciones que oportunamente le daría el Departamento Topográfico. Ese mismo día, el agrimensor Miguel Vaschetti ―asistido por el general De Vedia― efectuó la delineación encomendada, realizando una traza que consistía en una plaza central (rectangular, de dos manzanas de superficie) y en un radio de 600 metros, otras cuatro plazas de las cuales sólo subsiste una (la plaza España). Nueve de Julio contaba en el trazado original de 94 manzanas edificables y las 5 plazas.
En ese mismo año (1864) la maestra Mercedes Vázquez de Labbe comienza a dictar clases en la escuela de primeras letras.
El 19 de julio de 1865, el Poder Legislativo sancionó con fuerza la creación de diez nuevos partidos de la provincia de Buenos Aires, entre estos se hallaba Nueve de Julio.

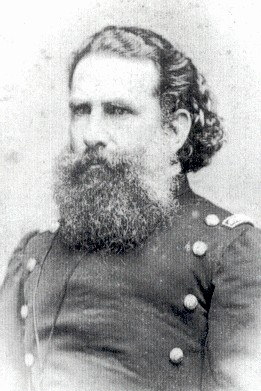
General de división Julio de Vedia.

En 1868 se construyó una primera capilla, humilde, enfrente de la plaza Belgrano (principal) y en 1957, fue reemplazada por la actual catedral (Nueve de Julio es cabecera de diócesis, cuyo obispo es Monseñor Ariel Torrado Mosconi).
Nueve de Julio fue silla de la Comandancia de la Frontera Oeste durante varios años, la que más tarde pasó al fuerte General Paz. Fueron jefes militares: el coronel Julio de Vedia (entre 1863 y 1865), el coronel Nicolás Granada (entre 1865 y 1868), el coronel Antonio López Osornio (entre 1868 y 1869), el coronel Juan Carlos Boerr (entre 1869 y 1872) y el teniente coronel Hilario Lagos (entre 1872 y 1876).
El 27 de junio de 1872 el teniente coronel Estanislao Heredia cayó en una emboscada que le tendieron guerreros mapuches al mando de Calfucurá, los que asesinaron a dicho jefe y a 20 soldados más.
El 19 de julio de 1874, gracias a un copioso número de volúmenes donados por Domingo Faustino Sarmiento, y mediante la contribución de un grupo de vecinos reunidos en comisión, fue fundada la primera biblioteca pública en esta ciudad.
En este mismo año, el 26 de noviembre de 1874, tuvo lugar la Batalla de La Verde (llamada así por la estancia donde se llevaron a cabo los acontecimientos, que en esa época pertenecía al partido de Nueve de Julio). Allí fue derrotado el general Bartolomé Mitre ―que había iniciado una guerra civil porque había sido derrotado por Nicolás Avellaneda en las elecciones nacionales― por las tropas al mando del coronel José Inocencio Arias.
En 1875 se inauguró en Nueve de Julio el primer polígono de tiro del país en el cual se realizó el primer concurso internacional de tiro efectuado en Argentina, resultó ganador el teniente coronel Lagos.
En 1877 es inaugurada la Casa Municipal, y en esos años llega a la comunidad la iluminación a kerosén.
En 1883, el tren arriba al partido, dando origen a diversas estaciones. Algunas posteriormente se convirtieron en asentamientos urbanos (Estación Demarchi, Quiroga; y Dudignac) así como otros que tuvieron su apogeo y decayeron con la tecnificación del agro.
En 1886, asume su cargo el primer intendente municipal, Dr. Tomas D. West.
En 1892 el Dr. Manuel J. Ovejero junto a un grupo de correligionarios  funda el comité de la Unión  Cívica Radical
En 1896, se inaugura el teatro Rossini, cuya construcción fue fomentada por la Sociedad Italiana de Nueve de Julio.
En 1897, el 10 de octubre se funda la Sociedad Rural de 9 de Julio, el primer directorio fue presidido por Celedonio Salazar, en sus primeros años fue bajo el formato de Sociedad Anónima, y en 1921 bajo la presidencia del Dr. Pablo Subirá, fue constituida como una Sociedad Civil sin fines de lucro.
En 1898, se realiza la primera Exposición Rural, el 25 de septiembre, en las instalaciones de la sociedad establecidas en la quinta que donara Agustín Maya.
En 1905, comienzan las obras de construcción del terraplén dando inicio a la llegada a la ciudad de Nueve de Julio de las vías férreas de la Compañía General de Ferrocarriles en la Provincia de Buenos Aires (CGBA) que unía las estaciones de Patricios con General Villegas (Ramal G4 del Ferrocarril Belgrano) y otro ramal unía Patricios con Victorino De La Plaza (Ramal G5 del Ferrocarril Belgrano); obra que estuvo a cargo del Agrim Luis A. Mondelli.

En 1908, pasó a la categoría de ciudad.

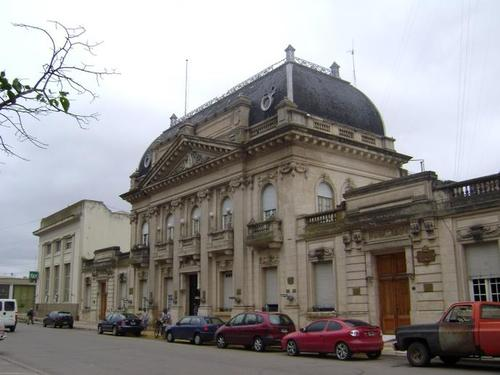
Palacio municipal de 9 de Julio

En 1909, Mariano Arroyo funda el diario El 9 de julio, el cual acompaña al partido desde ese tiempo de manera ininterrumpida.
En 1926, el intendente Valenzuela firmó un decreto designando una Comisión de Vecinos a la que se llamó "Pro-Fomento Edilicio de la Ciudad", que tenía como objetivo sanear la laguna de Malcorra (hoy Parque General San Martín). En este mismo año se instala en la ciudad de 9 de Julio el Veterinario Dr. Leo Antunovich pionero de esa profesión en el partido. 
En 1927, el ingeniero Hervín y el agrimensor Mondelli comenzaron los trabajos de pavimentación.
En 1928 se refaccionó la Municipalidad, dándole una fachada más acorde a la economía del partido. Se adoptó el estilo academicista francés y este edificio es el que se conserva actualmente.
En 1929, un grupo de vecinos entre los que se cuentan, José de Martino, Francisco Rocca, Luis A. Mondelli, Raúl F. Hayes, Tomás Cosentino, Ramón Poratti y Alfredo S. Núñez, entre otros, fundan el "Nueve de Julio Automóvil Club" con la finalidad de velar por el buen estado de conservación de los caminos del partido, organizar torneos automovilísticos y realizar excursiones.
En 1940, se da origen al Aero Club Nueve de Julio cuyo objetivo era "fundar un aeródromo en Nueve de Julio y propender el vuelo mecánico".
En 1946, se funda la Asociación de Bomberos Voluntarios de Nueve de Julio; por iniciativa de los señores David Perelli, Manuel Courteau, José García, Raúl Urteneche, Enrique Ortelli, José Lagomarsino y Serafin Spina, que fue nombrado presidente de la primera Comisión Directiva
En 1953, el Agrim y piloto del Aero Club, Santiago Cardinal, con la colaboración de Guillermo Mondelli, con el que habían realizado tareas de relleno de zonas bajas, nivelado, desmalezado y mensura en el viejo campo; trazan las pistas definitivas del Aero Club Nueve de Julio.
El 30 de agosto de 1959, se corre la "Primera Vuelta Ciudad de 9 de Julio" evento organizado por el Nueve de Julio Automóvil Club y la Asociación de Bomberos Voluntarios (carrera oficial del calendario de Turismo Carretera). Para ello se crea una comisión organizadora presidida por Adolfo R. Poratti; entre otros se encontraban Luis P. Conosciuto, Juan J. Plini, José C. Meli, Félix Rotondo, Luis T. Mondelli, Rúben Arrastia y Roberto Cardinal.
En 1966, se puso en funcionamiento el acueducto Nueve de Julio-Pehuajó.
En 1968, en el hospital Julio de Vedia falleció la primera víctima de fiebre hemorrágica argentina (mal de los rastrojos).
En 1969, se instala en el predio del Aero Club un circuito de tierra denominado "La Tigra", cuyo proyecto y dirección estuvo a cargo del Ing. Luis T. Mondelli; allí se realizaban actividades hípicas y automovilísticas. La subcomisión estuvo a cargo del piloto y socio del Aero Club, José C. Meli.
En 1971, se inaugura el Autódromo Municipal "Ciudad de Nueve de Julio"; y finalizan las obras de construcción del edificio Vanguardia, ubicado en la calle Hipólito Irigoyen, que fue el primer edificio torre de la ciudad cabecera.
En 1973, se inaugura la estación de radio "LT33 Nueve de Julio", la primera en la ciudad, siendo su primer director el licenciado Héctor Rodolfo Tinetti.

## Geografía
- Clima cuenta con inviernos benignos, y veranos largos y templados. Vientos del Noroeste, de 10 a 17 km/h, con rachas extemporáneas de hasta 90 km.
- El Partido tiene 423 000 ha, 390 000 ha producción agrícola-ganadera; principales cultivos trigo, maíz, girasol, y soja.

En el año 2001, se sufrieron graves pérdidas económicas puesto que se produjeron inundaciones que en consecuencia dejaron inutilizables miles de hectáreas y echaron a perder grandes cultivos.
- Zona central noroeste de la Provincia de Buenos Aires, a 76 m s. n. m., a 35° 27' de Lat Sur y 60° 53' de Long Oeste.
- Límites: partidos de General Viamonte y Lincoln al norte, Bragado y Veinticinco de Mayo al este, Bolívar al sur, y Carlos Casares al oeste.

## Turismo
En el centro-oeste de la provincia de Buenos Aires, el partido de Nueve de Julio extiende sus campos de cultivo, sus lagunas, canales y paseos arbolados. Parte significante de la pampa argentina, Nueve de Julio encabeza un partido de definida tendencia rural, el cual se compone por estancias de trayectoria histórica actualmente volcadas al desarrollo de programas turísticos.

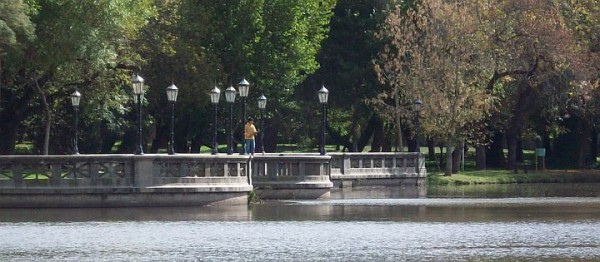
Vista del parque Gral San Martín

Como un inmenso jardín verde se alza en la ciudad, el Parque Municipal Gral. San Martín, ostentando orgulloso su laguna interna y la inimaginable isla erigida en medio del espejo de agua, a la cual se accede atravesando un pintoresco puentecito. Otras tantas lagunas se dispersan por el territorio de Nueve de Julio, invitando a la captura de tararira, pejerrey y demás especies, y permitiendo el deleite familiar en jornadas seguras al aire libre.
El Museo Histórico dedicado a reunir documentación y piezas sobre el pasado local; y el pueblo rural La Niña, cuyo panorama sufrió en la última década transformaciones naturales que arrastraron a sus pobladores a modificar su estilo de vida orientándose a la recepción turística, son algunos de los espacios que ningún visitante puede dejar de conocer.
Estas características hacen del partido de Nueve de Julio, un destino turístico de característica excepcional para quien busca el descanso sereno y un marco de naturaleza exquisita.

### Hotelería
En los últimos años la ciudad de 9 de Julio ha experimentado un acelerado desarrollo en el área de hotelería, ampliando consistentemente las plazas totales disponibles. A continuación se enumeran algunos de los establecimientos hoteleros de la ciudad:
- Hotel Terminal[5]
- Hotel Cooper
- Hotel Géminis
- Hotel Carimab
- Hotel Avenida Palace
- Hotel Madrid
- Hotel Cla Lauquen
- Hotel Vía Veneto
- Hostería La Soñada
- Hospedaje El Tren (alias "el cogedero")
- Hospedaje Santa Fe
- Hotel Grand Libertad

## Deporte
La equitación, el polo en estancia, y el deporte nacional de Argentina, el pato, son algunos de los deportes que se practican.
A esto hay que sumarle las competencias automovilísticas entre las que se destacan las carreras de Turismo Carretera. Y la Liga Nuevejuliense de fútbol, torneo local que se compone de una primera y una segunda división (Primera División "A" y Primera División "B").
Además, Nueve de Julio cuenta con una pista de ciclismo, un campo de golf y un estadio de básquetbol, propiedad del Club Atlético Nueve de Julio.

## Población
Según los resultados definitivos del censo de 2022 la población del partido alcanza los 52.607 habitantes.

## Localidades del partido
En el Censo 2010 (INDEC) se recogieron los siguientes datos respecto a la cantidad de habitantes de las localidades del partido:
- Dennehy: 76,
- Doce de Octubre: 219
- Dudignac: 2670
- Facundo Quiroga: 1853
- French: 1205
- La Niña: 531
- Morea: 347
- Naón: 497
- Norumbega: 57
- 9 de Julio: 36 494
- Patricios: 745
- Villa General Fournier 566

### Parajes
- Amalia
- Cambaceres
- El Jabalí
- Fauzón
- Galo Llorente
- Gerente Cilley
- Mulcahy
- Santos Unzué

## Estaciones de ferrocarril
Estación Santos Unzué, Estación Bacacay, Estación Fauzón, Estación El Tejar, Estación Norumbega, R. J. Neild, El Jabalí, Estación Galo Llorente, Estación Cambaceres, Estación Amalia, Estación Mulcahy, Estación Desvío Kilómetro 234, Estación Gerente Cilley, Estación Corbett.

## Caminos
- La Ruta Nacional 5 es el principal acceso, así como la Ruta Provincial 65, siendo estas dos las únicas rutas asfaltadas.
- 89 km rutas provinciales
- 1015 km de caminos de primera
- 543 km de caminos de segunda

## Otros datos
- El 58 % de la población no posee red cloacal, y el 63 % no posee red de gas natural.
- En la actualidad, la actividad económica y productiva del partido de Nueve de Julio se basa en la agricultura y ganadería. Sin embargo, existen también industrias metalúrgicas, de maquinaria agrícola y plantas de procesamiento, fraccionamiento y almacenaje de cereales.
- El cardenal Eduardo Pironio (1921-1998) nació en Nueve de Julio. En la actualidad está abierta una causa de beatificación en la Santa Sede.
- En Nueve de Julio nació el director de cine y televisión Néstor Montalbano. En esta localidad filmó su película Soy tu aventura (2003), con Diego Capusotto.

- El censo 2010 indica que en el partido de Nueve de Julio la población asciende a 47 733 personas de las cuales 23 219 son varones y 24 514 son mujeres.